# Les Borges Blanques
Les Borges Blanques  est une commune de la province de Lleida, en Catalogne, en Espagne, de la comarque de les Garrigues.

## Personnalités
- Joan Botam i Casals (1926-2023), prête religieux et Résistant au franquisme.